# 陈文颢
陈文颢（?—?），五代十国時泉州仙游县（今福建仙游县）人，陈洪进的儿子，陈文显的弟弟。
陈文颢帮助陈洪进从张汉思手中夺得清源军。陈洪进担任清源军节度使的时候，陈文颢为泉州右军散兵马使、衙内都指挥使，转任权知漳州，北宋任命他为漳州刺史。几年后回到泉州，为署行军司马。陈洪进归附宋朝。陈文颢为历任房州刺史、康州刺史。端拱初年，出知同州。宋真宗咸平初年，历任知耀州、徐州，因为用刑失当贬官。追念其父纳土之功，重新担任康州刺史。大中祥符年间，东封泰山，改任知濮州，供应皇帝得当，被褒赏。改任知衡州。后来因为年老得病请求致仕，去世。